# Bury St Edmunds
Bury St Edmunds är en stad och civil parish i grevskapet Suffolk i England. Staden ligger i distriktet West Suffolk, cirka 37 kilometer nordväst om Ipswich och cirka 40 kilometer öster om Cambridge. Tätortsdelen (built-up area sub division) Bury St Edmunds hade 41 113 invånare vid folkräkningen år 2011.
Staden tros ha anor från romartiden och hette först Beodericsworth. Ett kloster grundades här på 600-talet. Efter att det år 903 blivit begravningsplats för Edmund martyren uppkallades staden efter honom, först som St. Edmund's Bury.
Bland stadens byggnader märks kyrkorna St James och St Mary, båda i gotik från 1400-talet.
Idag är staden mest känd för bryggerier som Greene King och sockerproduktion.